# مجموع غاوس
في الرياضيات، مجموع غاوس (بالإنجليزية: Gauss sum)‏ أو مجموع غاوسي (بالإنجليزية: Gaussian sum)‏ هو نوع ما من المجاميع المنتهية لجذور الوحدة.
{\displaystyle G(\chi ):=G(\chi ,\psi )=\sum \chi (r)\cdot \psi (r)}
انظر إلى مجموع غاوس التربيعي.

## خصائص مجاميع غاوس وحروف دركليه
{\displaystyle G(\chi )=\sum _{a=1}^{N}\chi (a)e^{2\pi ia/N}.}